# Coronel Moldes (ort i Córdoba)
Coronel Moldes är en ort i Argentina.   Den ligger i provinsen Córdoba, i den centrala delen av landet, 600 km väster om huvudstaden Buenos Aires. Coronel Moldes ligger 365 meter över havet och antalet invånare är 8 104.
Terrängen runt Coronel Moldes är platt. Runt Coronel Moldes är det glesbefolkat, med 13 invånare per kvadratkilometer..
Trakten runt Coronel Moldes består till största delen av jordbruksmark.